# Лејк Медисон (Јужна Дакота)
Лејк Медисон (енгл. Lake Madison) насељено је место без административног статуса у америчкој савезној држави Јужна Дакота.

## Демографија
По попису из 2010. године број становника је 683.
| Група             | 2000.    | 2010.       |
| Белци             | 0 (0,0%) | 673 (98,5%) |
| Афроамериканци    | 0 (0,0%) | 4 (0,6%)    |
| Азијати           | 0 (0,0%) | 0 (0,0%)    |
| Хиспаноамериканци | 0 (0,0%) | 2 (0,3%)    |
| Укупно            | 0        | 683         |